# Singapur International 2010
Die Singapur International 2010 im Badminton fanden vom 21. bis zum 24. Juli 2010 in Singapur statt.

## Sieger und Platzierte
| Disziplin    | Gold                                    | Silber                                          | Bronze                                       |
| ------------ | --------------------------------------- | ----------------------------------------------- | -------------------------------------------- |
| Herreneinzel | Hong Seung-ki                           | Shon Seung-mo                                   | Wong Wing Ki                                 |
| Herreneinzel | Hong Seung-ki                           | Shon Seung-mo                                   | Nandang Arif Saputra                         |
| Dameneinzel  | Chen Jiayuan                            | Kwon Hee-sook                                   | Ana Rovita                                   |
| Dameneinzel  | Chen Jiayuan                            | Kwon Hee-sook                                   | Chan Hung Yung                               |
| Herrendoppel | Albert Saputra Rizki Yanu Kresnayandi   | Agripina Prima Rahmanto Ricky Karanda Suwardi   | Kang Dong-ho Shon Seung-mo                   |
| Herrendoppel | Albert Saputra Rizki Yanu Kresnayandi   | Agripina Prima Rahmanto Ricky Karanda Suwardi   | Christopher Rusdianto Markus Fernaldi Gideon |
| Damendoppel  | Yim Jae-eun Lee Se-rang                 | Jenna Gozali Variella Aprilsasi Putri Lejarsari | Ery Oktaviani Adriyana Claudia Ayu Ni Made   |
| Damendoppel  | Yim Jae-eun Lee Se-rang                 | Jenna Gozali Variella Aprilsasi Putri Lejarsari | Chen Jiayuan Gu Juan                         |
| Mixed        | Yohan Hadikusumo Wiratama Tse Ying Suet | Lee Jae-jin Yim Jae-eun                         | Hendra Mulyono Ayu Rahmasari                 |
| Mixed        | Yohan Hadikusumo Wiratama Tse Ying Suet | Lee Jae-jin Yim Jae-eun                         | Wong Wai Hong Chau Hoi Wah                   |